# Sentai
Sentai (sentaï) – anime bądź manga opowiadająca o grupce bohaterów posiadających nadnaturalne moce. Bohaterowie sentai zazwyczaj walczą ze złem, które chce opanować świat.
Bardziej znane jest super sentai, którego amerykańską wersją są Power Rangers.